# 蘇利吉夫卡
49°1′39″N 37°14′43″E / 49.02750°N 37.24528°E
蘇利希夫卡（烏克蘭語：Сулигівка）是位於烏克蘭東部的村莊，由哈爾科夫州伊久姆區的奧斯基爾市鎮負責管轄。該村面積0.91平方公里，海拔高度178米，2001年人口209，人口密度每平方公里230.7人。